# Aymeric Jaubert de Barrault
Pour les articles homonymes, voir Jaubert et Barrault.
Aymeric Jaubert de Barrault est un chevalier gascon proche de Henri IV, maire de Bordeaux du 17 juillet 1611 à sa mort le 25 février 1613.

## Biographie
Depuis la guerre de Cent Ans, la famille Jaubert de Barrault tient les seigneuries de Lugaignac, sur la rive gauche de la Dordogne, et de Blaignac près de Branne.
Aymeric occupe les fonctions de sénéchal du Bazadais et d'amiral de Guyenne. Il se trouve avec Henri IV à Lyon début 1601 pour négocier un traité de paix avec le duc Charles-Emmanuel Ier de Savoie.
La régente Marie de Médicis le fait nommer, par un courrier au cardinal de Sourdis, maire de Bordeaux en 1611 en remplacement d'Antoine de Roquelaure tombé en disgrâce pour s'être opposé à la nomination du prince de Condé comme gouverneur de Guyenne. Roquelaure et Jaubert de Barrault se détestent cordialement. 
Il épouse Guyonne de La Mothe dont il a au moins deux fils : Antoine l'aîné, ambassadeur en Espagne, et Jean, évêque de Bazas.
Il meurt de maladie en se rendant à Paris à la demande du roi le 25 février 1613. Ses enfants réclament des obsèques dignes d'un maire, mais le Parlement refuse, prétextant que son château près de Branne où le corps a été déposé est hors de la juridiction de la ville. Les jurats n'assistent pas aux funérailles, invoquant un règlement qui leur interdit de sortir de Bordeaux.